# Лехути-Дужі
Лехути-Дужі (пол. Lechuty Duże) — село в Польщі, у гміні Тереспіль Більського повіту Люблінського воєводства. Населення — 157 осіб (2011).

## Історія
За даними етнографічної експедиції 1869—1870 років під керівництвом Павла Чубинського, у селі Легути проживали лише греко-католики, які розмовляли українською мовою.
У 1975—1998 роках село належало до Білопідляського воєводства.

## Демографія
Демографічна структура станом на 31 березня 2011 року:
|          | Загалом | Допрацездатний вік | Працездатний вік | Постпрацездатний вік |
| -------- | ------- | ------------------ | ---------------- | -------------------- |
| Чоловіки | 80      | 23                 | 47               | 10                   |
| Жінки    | 77      | 19                 | 41               | 17                   |
| Разом    | 157     | 42                 | 88               | 27                   |